# Профспілка Навального
Профспілка Навального (рос. Профсоюз Навального) — російське об'єднання профспілок, про створення якого 24 січня 2019 року оголосив політик Олексій Навальний для «боротьби за справедливі зарплати». До нього входять «Альянс лікарів», «Альянс учителів», профспілка «Діячі культури».
У вересні 2021 року голова «Альянсу лікарів» Анастасія Васильєва заявила, що профспілка більше не пов'язана з Фондом боротьби з корупцією та проєктами Навального.

## Історія
24 січня 2019 року Навальний запустив проєкт «Профспілка Навального», спрямований на підвищення заробітних плат працівникам бюджетних сфер. Лікарі, медичний персонал, вчителі, викладачі, вихователі, наукові співробітники, працівники закладів культури, соціальні працівники могли перевірити на сайті профспілки, яку заробітну плату вони мають отримувати в регіоні, в якому вони працюють. Зокрема, Навальний послався на травневі укази Володимира Путіна від 2012 року, в яких йшлося про те, що зарплати бюджетників не повинні бути нижчими за середню по регіону. У разі, якщо працівник отримує менше, ніж передбачено законом, йому пропонувалося залишити свої дані для складання скарги, зокрема анонімної. На думку політолога Івана Преображенського, Навальний робить заявку на створення російського аналога польської "Солідарності", а в разі успіху розраховує стати умовним «Лехом Валенсою». Він позитивно оцінює ідею Навального, але вважає, що через низьку солідарність у російському суспільстві Навальний може розраховувати на політичну підтримку шести мільйонів бюджетників лише через кілька десятиліть роботи.
У суспільно-політичних колах ініціативу зустріли неоднозначно. З одного боку, несподівано цю ініціативу підтримав прессекретар президента РФ Дмитро Пєскова, який заявив, що «Президент неодноразово говорив про необхідність громадського контролю за виконанням, за перебігом реалізації завдань, які поставлено у „травневих указах“, тому будь-яка громадська участь потрібна», з іншого боку, критику ініціативі піддав секретар Федерації незалежних профспілок Росії, головний редактор газети «Солідарність» Олександр Шершуков, який стверджував, що метою проєкту є збір даних «невдоволених», а саме: «Профспілки». Профспілка ж буде імітацією боротьби за підвищення зарплат і виконання травневих указів.